# Nuttalliella namaqua
Nuttalliella namaqua (лат.) — вид паразитиформных клещей, единственный в роде Nuttalliella и семействе Nuttalliellidae. Эндемики Африки.

## Описание
Распространены в южной и восточной Африке от Танзании до Намибии и ЮАР. До 1976 года были известны только из южной и юго-западной Африки.  Отличаются от иксодовых и аргасовых клещей комбинацией нескольких признаков, включая расположение стигмат, трёхчлениковые пальпы, отсутствие некоторых щетинок и т. д.